# 무안 유씨
무안유씨(務安兪氏)는 전라남도 무안군을 본관으로 하는 한국의 성씨이다.
시조(始祖) 유순직(兪舜稷)은 고려(高麗) 때 삼중대광(三重大匡)으로 검교소부소감(檢校小府少監)을 역임하고 공을 세워 장사군(長沙君)에 봉해짐으로서 후손들이 장사(長沙)를 본관(本貫)으로 하였다. 그 후 증손(曾孫) 천우(千遇)가 고종(高宗)때 문과(文科)에 급제하고, 원종조(元宗朝)에 지어사대사(知御史臺事)를 지낼 때 김인준(金仁俊) 등과 함께 최 의(崔 誼)를 주살(誅殺)하는데 공을 세웠다. 후에 정당문학(政堂文學)․ 중서시랑평장사(中書侍郞平章事)에 오르고 충렬왕(忠烈王) 때 찬성사(贊成事)를 역임하였으며 사후(死後)에 무안부원군(務安府院君)에 추봉(追封)됨으로써 후손들이 이적(移籍)하여 본관(本貫)을 무안(務安)으로하여 세계(世系)를 이어왔다.
천우(千遇)의 아들 영원(永元)은 은자광록대부(銀紫光祿大夫)에 올라 이부상서(吏部尙書)와 좌복야(左僕射)․ 전공시랑(典工侍郞)등을 지냈으며, 손자 윤수(允粹)도 은자광록대부(銀紫光祿大夫)로 문하시랑평장사(門下侍郞平章事)와 우문관대제학(右文館大提學)을 역임하여 가문(家門)을 중흥시켰다.
조선(朝鮮)에서는 천의 증손(曾孫)인 희익(希益)은 세조1년에 과거 급제하여 성균관대사성(成均館大司成) 에 올라 무안유씨의 기틀을 다졌고 역학(易學)․성리학(性理學)에 정통하고 문장과 덕행이 뛰어났으며 인지의(印地儀) 와 도성측량을 최초로 발명 하는등 지대한 공을 세웠으며 문장과 덕행이 뛰어났다고 한다.
희익의 증손 세호(世豪)는 홍문관제학(弘文館提學)을지냈고 학파의 대립을 피하여 사화를 면하게 되었고 당쟁의 소용돌이도 피해가는 선견지명이 있었다. 여정(汝貞) 은 세호(世豪)의 아들로 응교에 올랐으나 호서지방으로 낙향하여 연산군의 폭정을 면하였다.
복립(復立) 은 조선 선조 임금때 수선(修選)을 지내다가 광해군이 왕위에 오른후 정국이 혼란해지자 이를 피하여 청양 저운리에 은거하여 후진양성에 힘써 산중재상(山中宰相)으로 칭송받았다.
환방(煥邦) 은 중추원의관(中樞院議官)으로 있을 때 경술국치를 당하자 항일조직인 애국단 충남도단장을 지내면서 아들 경재(暻在)와 함께 항일투쟁을 벌이다 투옥 되기도 했다. 국가에선 이들 부자에게 건국공로표창을 추서하고 청양 저운리에 의사비를 세워주었다

## 본관
무안(務安)은 전라남도 무안군에 위치한 지명이다. 백제 때 물아혜군(勿阿兮郡)이라 불렸다. 757년(신라 경덕왕 16)에 무안군(務安郡)으로 개칭하였고 함풍(咸豊)‧다기(多岐)‧해제(海際)‧진도(珍島) 등의 영현(領縣)을 관할하였다. 944년(고려 혜종 1) 물량군(勿良郡)으로 고쳤으며, 991(성종 10)에는 다시 무안으로 고치고, 1018년(현종 9) 나주의 속현이 되었다. 1172년(명종 2) 감무(監務)를 두었고, 1391년(공양왕 3)에는 성산극포권농방어사(城山極浦勸農防禦使)를 겸하였다. 1413년(태종 13)에 무안현으로 개편되어 조선시대 동안 유지되었다. 면천(綿川)‧면성(綿城) 등의 별호가 있었다. 1895년(고종 32) 지방제도 개정으로 군이 되었으며 1897년 무안부(務安府)로 승격되었고, 1914년 군면 폐합으로 목포부(木浦府)를 독립시키고 나머지 지방은 무안군이 되었다.

## 과거 급제자
무안 유씨는 조선시대 문과 급제자 3명, 무과 급제자 1명, 잡과 급제자 1명을 배출하였다.
문과
- 유희익(兪希益) : 조선 세조(世祖) 2년(1456) 병자(丙子) 식년시(式年試) 정과(丁科) 3위
- 유세호(兪世豪) : 유희익의 증손 홍문관제학(弘文館提學)
- 유복립(兪復立) : 조선 선조(宣祖) 수선관(修選官)

무과
- 유석구(兪錫球) : 조선 현종(顯宗) 11년(1670) 경술(庚戌) 별시(別試) 병과(丙科) 244위

잡과
- 유환방(兪煥邦) : 조선 고종(高宗) 중추원의관(中樞院議官), 독립운동가

## 인물
- 유상옥(兪相玉, 1933년 ~ ) : 현 코리아나 화장품 대표이사 회장
- 유재익(兪在益, 1934년 ~ ) : 충남대학교 명예교수
- 유선구(兪善球, 1948년 ~ ) : 전 토펙엔지니어링 대표이사
- 현대인물은 유종선(한일고교장, 종친회장), 유방현(공주인성한의원장, 한학자), 유상옥(경영학박사, 동아제약상무, 라미화장품사장,코리아나화장품회장), 유긍현(종친회총무), 유병훈(법제처법제관), 유병권(서울아륙사대표), 유영현(청양주류상사대표), 유재도(대원문화사장), 유성현(육군소령), 유현길(치안본부경감), 유재명(당진고합염업사대표), 유현렬(충남교육위원회 시설과장), 유병구(통신공사부장), 유달영(아산국민학교장), 유필조(대우회사이사), 유병덕(이공학박사), 유병구(공군대령), 유덕조(문학박사), 유창익(국민투자신탁차장), 유유영조(건설환경신문사 편집국장), 유동조(총무처사무관), 유대익(태평양그룹 기획실과장) 씨 등이다. (무순, 전 현직 구분 안 됨)

## 인구
- 1985년 : 2,879가구, 12,696명
- 2000년 : 2,092가구, 6,629명